# Toni Casals Rueda
Toni Casals Rueda (* 3. April 1980) aus Andorra la Vella ist ein andorranischer Skibergsteiger.
Casals begann 1996 mit dem Skibergsteigen und nahm bei den Open Font Blanca im Jahr 1997 erstmals an einem Wettkampf in der Sportart teil.

## Erfolge
- 2004: 8. Platz bei der Weltmeisterschaft Skibergsteigen Staffel (mit Joan Vilana Díaz, Manel Pelegrina Lopez und Xavier Capdevila Romero)

- 2005: 7. Platz bei der Europameisterschaft Skibergsteigen Staffel (mit Xavier Comas Guixé, Xavier Capdevila Romero und Joan Vilana Díaz)

- 2006: 8. Platz bei der Weltmeisterschaft Skibergsteigen Staffel (mit Xavier Capdevila Romero, Joan Albos Cavaliere und Joan Vilana Díaz)

- 2007: 7. Platz bei der Europameisterschaft Skibergsteigen Staffel (mit Xavier Capdevila Romero, Joan Albos Cavaliere und Xavier Comas Guixé)

- 2008: 1. Platz bei der Open Font Blanca mit Joan Vilana Díaz